# ارباخ (دانوب)
شهر ارباخ در ایالت بادن-وورتمبرگ در کشور آلمان واقع شده است.